# 天主教悉尼总教区
天主教悉尼總教區（拉丁語：Archidioecesis Sydneyensis）是澳大利亞一個羅馬天主教教省總教區，也是澳大利亞五個總教區之一。
教座位於新南威爾斯州首府悉尼。總教區下轄9個教區，2010年時有634,000名教友、138個堂區和478名司鐸。現任總主教為安多尼·費舍爾，輔理主教為狄連斯·布雷迪和利則·阿姆伯斯，榮休輔理主教為高飛·J·羅便臣和達味·克雷明。
1834年6月3日自毛里求斯代牧區析出新荷蘭暨范迪門斯地宗座代牧區，1842年4月5日升為教區，當年4月22日升為總教區。